# Łążek (województwo świętokrzyskie)
Łążek – wieś w Polsce, położona w województwie świętokrzyskim, w powiecie sandomierskim, w gminie Łoniów.
W latach 1973–76 w gminie Baranów Sandomierski, w latach 1977–82 w gminie Koprzywnica.
| SIMC    | Nazwa       | Rodzaj    |
| ------- | ----------- | --------- |
| 0797872 | Malewszów   | część wsi |
| 0797889 | Nowy Łążek  | część wsi |
| 0797895 | Stary Łążek | część wsi |

W latach 1975–1998 miejscowość administracyjnie należała do województwa tarnobrzeskiego.
Miejscowa ludność katolicka przynależy do Parafii św. Józefa w Chodkowie Nowym.
Przez miejscowość przebiega droga krajowa nr 9 z Radomia do Rzeszowa.